# Silvestro Valeri
Pour les articles homonymes, voir Valeri.

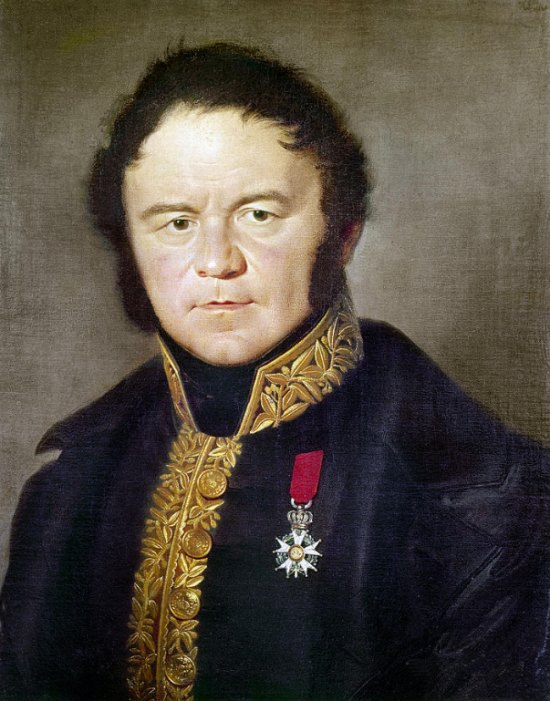
Stendhal en uniforme de consul par Silvestro Valeri, (vers 1835-36), Musée Stendhal, Grenoble.

Silvestro Valeri (Rome, 1814 - 1902) est un peintre italien qui fut actif au XIXe et au tout début du XXe siècle.

## Biographie
Silvestro Valeri a été professeur de dessin à l'Académie des Beaux-Arts de Pérouse. Annibale Brugnoli a été l'un de ses élèves.

## Œuvres
- Stendhal en uniforme de consul (vers 1835-36), Musée Stendhal, Grenoble.
- Uomo con berretto rosso (1844), acquarelle sur papier de 29 cm × 21 cm.
- Ritratto della famiglia Rossi Scotti, collection privée, Pérouse.
- Sérénade à Constantinople
- Jeune Turc avec panier de provisions